# Avviti
Gli avviti (o avvim) di Philistia (Palestina) sono un popolo menzionato nella Bibbia e nella relativa letteratura.
Il loro nome viene per prima usato nel Deuteronomio 2:23 in una descrizione delle conquiste che ebbero luogo nella Terra di Israele durante il soggiorno israelita in Egitto. Il passaggio riporta che essi furono conquistati dai Caphtoriti i quali usurparono la loro terra.
E come per gli avviti che vivevano in villaggi distanti quanto Gaza, i caphtoriti uscirono da Caphtor distruggendoli e si stabilirono nella loro terra
Giosuè 13:2-3 menziona che la loro terra era considerata parte della Cananea per essere stata conquistata dagli israeliti:
Questa è la terra che ancora rimane: tutte le regioni dei Filistei, e tutti i geshuriti; dal fiume Shihor , il quale si trova prima dell'Egitto, anche alla frontiera di Ekron verso nord, la quale è reputata dei cananei; i cinque sovrani dei filistei; i gaziti, e gli ashdoditi, gli ashkeloniti, i gittiti, e gli ekroniti; anche gli avvim.
Il Talmud (Chullin 60b) annota che gli avviti fossero il popolo della Palestina ai tempi di Abramo. La loro capitale era Gerar e il loro re, sia ai tempi d'Abramo che di Isacco, recava il nome di Abimelech. Questi filistei vengono menzionati molte volte nella Genesi. La Tavola dei popoli nella Genesi 10 e 1 Paralipomeni 1 elenca loro come un popolo diverso dai caphtoriti notando che essi fossero un ramo dei dasluhiti. Genesi Rabba 26:16 asserisce che essi fossero correlati ai rephaiti.
Il Talmud spiega che originariamente gli israeliti non fosse loro concesso di conquistare la terra degli avviti a causa di un giuramento che Abramo ebbe fatto ad Abimelech, ma questo giuramento non fu più a lungo mantenuto dopo che i caphtoriti li ebbero distrutti. Questa considerazione è reiterata nel commentario di Rashi, nel Deuteronomio.